# 阿克巴尔思

阿克巴尔思 —— 雪豹俄罗斯鞑靼斯坦共和国的象征

阿克巴尔思，是喀山汗国鞑靼軍隊的徽章。即是一隻白色豹子，是远古突厥保加尔人象征。1991年开始是鞑靼斯坦官方標誌。
这標誌最先是伏尔加保加利亚汗国的象征，根据传说，豹是铁勒拔塞部图腾，拔塞也溶入保加尔人中。